# NGC 5763
NGC 5763 في الفهرس العام الجديد، هي مجرة، تقع في كوكبة العواء. اكتشفت في 22 مايو 1886 بواسطة لويس سويفت.

## روابط خارجية
- NGC 5763 على موقع ويكي سكاي: DSS2, SDSS, GALEX, IRAS, Hydrogen α, X-Ray, Astrophoto, Sky Map, Articles and images